# Cervonopillea, Bobrîneț
Cervonopillea (în ucraineană Червонопілля) este un sat în comuna Tarasivka din raionul Bobrîneț, regiunea Kirovohrad, Ucraina.

## Demografie
Componența lingvistică a localității Cervonopillea
     Ucraineană (95,57%)
     Rusă (1,9%)
     Română (1,05%)
     Alte limbi (0,42%)
Conform recensământului din 2001, majoritatea populației localității Cervonopillea era vorbitoare de ucraineană (95,57%), existând în minoritate și vorbitori de rusă (1,9%) și română (1,05%).